# Луносемянник
Луносемя́нник (лат. Menispérmum) — род листопадных вьющихся лиан семейства Луносемянниковые, включающий в себя 3 вида.
Латинское название происходит от греч. мен — луна и сперма — семя, то есть лунное семя.

## Ботаническое описание

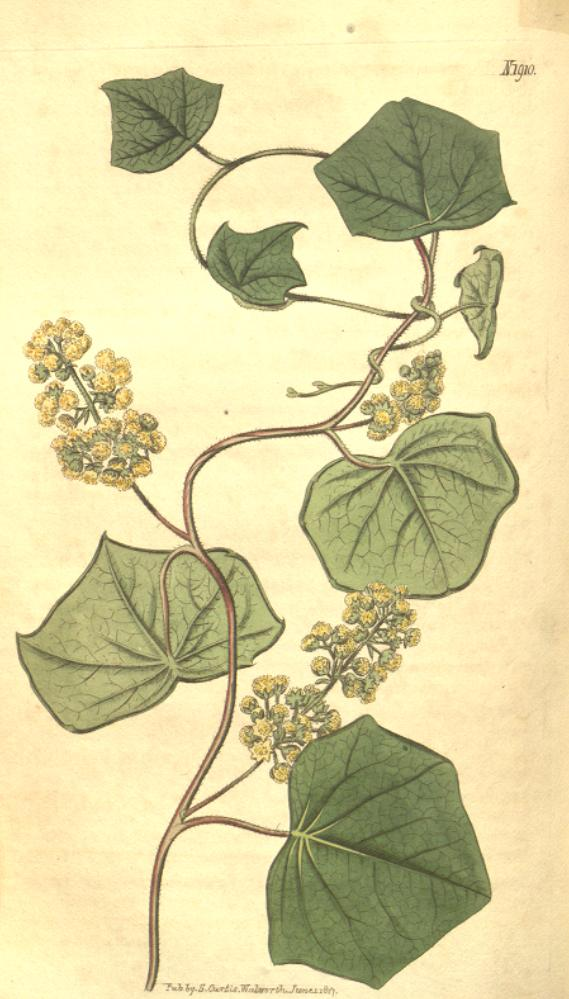
Луносемянник канадский. Ботаническая иллюстрация Джона Симса из Curtis’s botanical magazine, vol. 44, № 1910, 1817

Луносемянники — вьющиеся листопадные полукустарники или многолетние травы.
Листья черешчатые, щитовидные или частью неясно щитовидные, 3—7-лопастные до цельных яйцевидных, с пальчатым жилкованием, светло-зелёные, осенью частично лимонно-жёлтые, частично зелёные до листопада.
Цветки двудомные, зеленоватые, мелкие, в висячих кистях или метёлках. Чашелистиков 4—10, расположенных в два круга; лепестков 6—9, почти круглых, более коротких, чем чашелистики. В тычиночных цветках 12—18, до 24, тычинок, пыльники 4-гнездные; в пестичных цветках 2—4 пестика с широкими, почти сидячими рыльцами и 6—12 рудиментарных тычинок.
Плод — шаровидная или яйцевидная сборная костянка; косточки сплюснутые, полулунной или почковидной формы, с гребнем на выпуклой стороне. Семена с обильным эндоспермом. Семядоли при прорастании семени остаются в его кожуре.

## Распространение
Представители рода произрастают в Восточной Азии и Северной Америке.

## Выращивание
Размножают семенами, корневыми отпрысками, отводками и черенками. Посев делается в гряды осенью сразу после сбора семян или весной. В последнем случае сразу после сбора семена стратифицируют в течение 2—3 месяцев, после чего выносят под снег.

## Классификация

### Таксономия
Род Луносемянник входит в семейство Луносемянниковые (Menispermaceae) порядка Лютикоцветные (Ranunculales).
|  |                                      |  |                                   |                                   |                            |  | ещё девять семейств, в том числе Барбарисовые, Лютиковые, Маковые |                    |                    |                                                                                          |
|  |                                      |  |                                   |                                   |                            |  |                                                                   |                    |                    | три вида: - Луносемянник канадский, - Луносемянник даурский, - Луносемянник мексиканский |
|  |                                      |  |                                   | порядок Лютикоцветные             |                            |  |                                                                   |                    | род Луносемянник   |                                                                                          |
|  |                                      |  |                                   | порядок Лютикоцветные             |                            |  |                                                                   |                    | род Луносемянник   |                                                                                          |
|  | отдел Цветковые, или Покрытосеменные |  |                                   |                                   | семейство Луносемянниковые |  |                                                                   |                    |                    |                                                                                          |
|  | отдел Цветковые, или Покрытосеменные |  |                                   |                                   |                            |  |                                                                   |                    |                    |                                                                                          |
|  |                                      |  | ещё 44 порядка цветковых растений | ещё 44 порядка цветковых растений |                            |  |                                                                   | ещё около 70 родов | ещё около 70 родов |                                                                                          |
|  |                                      |  |                                   | ещё 44 порядка цветковых растений |                            |  |                                                                   |                    | ещё около 70 родов |                                                                                          |

### Виды
По современным данным род насчитывает 2 вида:
- Menispermum canadense L. — Луносемянник канадский (северо-восток Северной Америки)
- Menispermum dauricum DC. — Луносемянник даурский (северо-восток Азии)

Синонимы
- Menispermum mexicanum — Луносемянник мексиканский (Мексика) — синоним вида Menispermum canadense L..